# Raymond Dumay
Pour les articles homonymes, voir Dumay.
Raymond Dumay, né à Replonges (Ain) le 6 novembre 1916 et mort à Ensuès-la-Redonne (Bouches-du-Rhône) le 28 juillet 1999, est un écrivain français de la Bresse mâconnaise.

## Parcours
Berger dans la plaine de Saône, instituteur, professeur, journaliste, essayiste, romancier et rédacteur en chef de la Gazette des lettres.
Premier écrivain à avoir écrit et fait éditer un guide du vin : Le Guide du vin (préface de Peter Townsend), Stock, 1967.
- L'Herbe pousse dans la prairie, préface Charles-Ferdinand Ramuz, Gallimard, Paris 1941
- Printemps des hommes, Gallimard, Paris, 1943
- Mon plus calme visage, Gallimard, Paris, 1943
- Le raisin de maïs, Guilde du Livre, Lausanne, 1945
- Ma route de Bourgogne, Julliard, Paris, 1948 (rééd. 2010, La table ronde)
- Ma route d'Aquitaine, Julliard, Paris, 1949
- Mort de la littérature, Julliard, Paris, 1950
- Ma route de Provence, Julliard, Paris, 1954
- La moisson de sel, Tallandier, Paris, 1957 Prix du Roman populaire
- De la gastronomie française, Stock, Paris, 1969
- Du silex au barbecue, Julliard, Paris, 1971
- Petit guide de poche du vin et de la cave, Tchou, Paris, 1980, 3e éd.
- Le Rat et l'Abeille, court traité de gastronomie préhistorique, éd Phébus, mars 1997 (article Le Canard Enchaîné 7 mai 1997)

## Citation
« Le Christ a fait du vin avec de l’eau. Aucun dieu n’a tenté de faire une grande civilisation sans lier son destin à la haute gastronomie, laquelle culmine toujours dans ses vins. La vérité profonde d’un peuple on la trouve d’abord au fond de son verre. »

— La Mort du vin, p. 191

« Chauvet ou Lascaux...« Quels beaux emplacements pour installer des glacières. Une couche de neige... un cuissot de mammouth... trois cuisses de bison... neige... un bouquetin... Pendant ce temps, le gérant de l'affaire dessine les animaux concernés. L'équivalent du livre de cave. Inventaire ! Catalogue illustré ! »

— Le Rat et l'abeille, p. 116